# Ewald Friedrich von Hertzberg

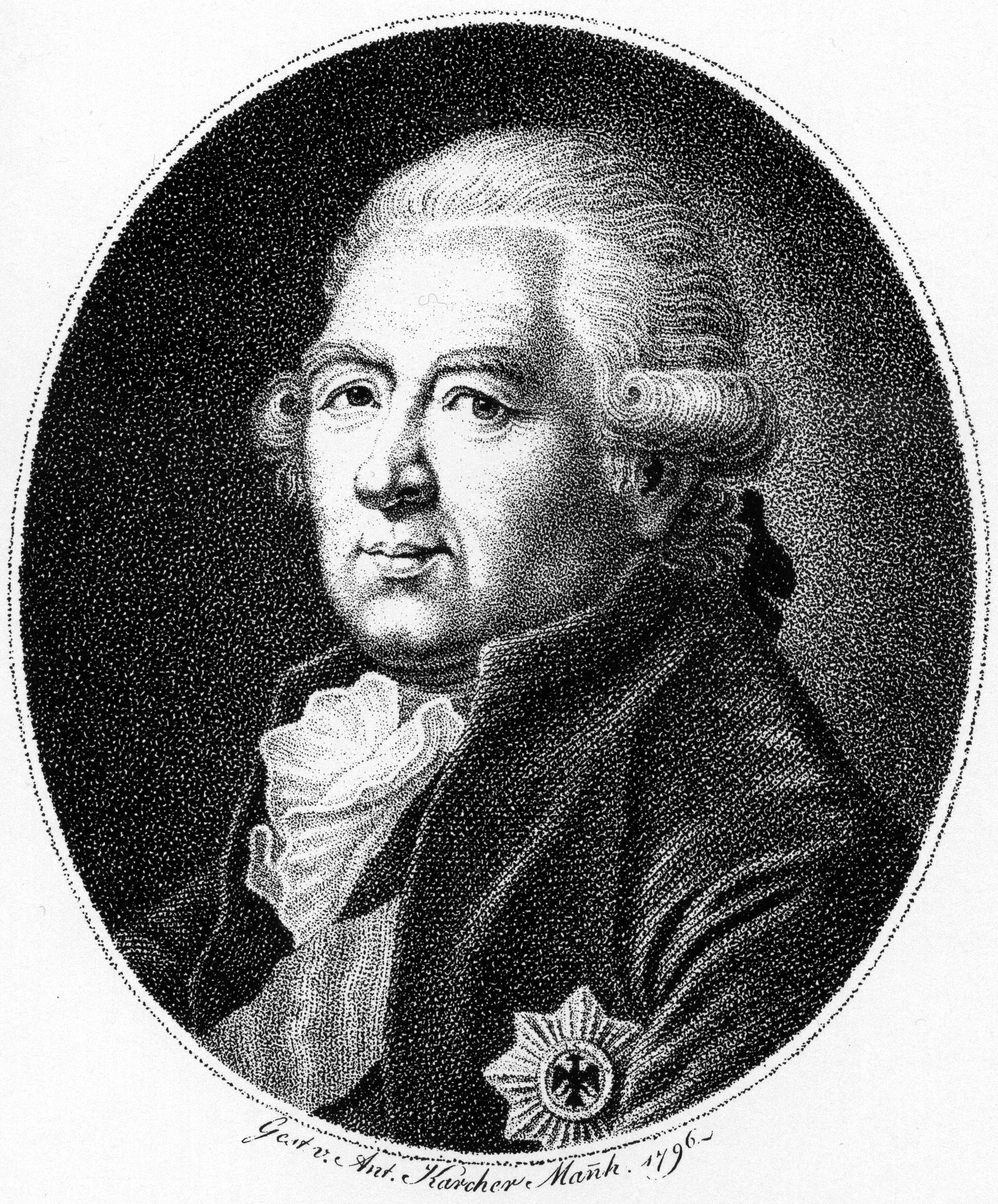
Ewald Friedrich hrabia von Hertzberg

Ewald Friedrich von Hertzberg (ur. 2 września 1725 w Lotyniu, zm. 22 maja 1795 w Berlinie) – pruski hrabia, polityk i dyplomata, minister spraw zagranicznych w latach 1768-1791.

## Życiorys
W roku 1742 rozpoczął studia prawnicze w Halle, które zakończył stopniem doktora praw w 1745. Zainteresował się tam pismami, które pisał i wydawał Christian Wolff. W 1745 roku pruski MSZ Heinrich von Podewils zatrudnił go jako dyplomatę w Kabinettsministerium w 1745 roku. Jeszcze w tym roku Hertzberg pojechał jako sekretarz legacji na wybór cesarza Rzeszy do Frankfurtu nad Menem. Po klęsce pruskiej pod Kolinem (1757) pospieszył do Brandenburgii, by przygotować ją na atak wroga. W roku 1762 zawarł w imieniu Prus we Wrocławiu pokój z Rosją i Szwecją. Od roku 1763 pruski minister spraw zagranicznych (Cabinetsminister).

Hertzberg kreślił wielkie plany aneksji i „rekompensat” względem innych państw, zwłaszcza Polski i Turcji. Jednym z jego projektów było oderwanie od Polski Gdańska i Torunia, a  większej perspektywie również części województwa poznańskiego i kaliskiego (był to czas rozbiorów Polski). W 1790 Hertzberg zawarł przymierze polsko-pruskie podpisane w Warszawie 29 marca 1790 roku z Polską. Plan Hertzberga zakładał cesję Gdańska i Torunia dla Prus. W zamian Polska miała odzyskać Galicję kosztem Austrii (co miało być przedmiotem osobnych negocjacji). Plan spalił jednak na panewce, wobec uchwalonej we wrześniu 1790 deklaracji Sejmu Czteroletniego o niepodzielności ziem Rzeczypospolitej.

## Dzieła
- Ursachen, die S.K.M. in Preussen bewogen haben, sich wider die Absichten des Wienerischen Hofes zu setzen and deren Ausfuhrung zuvorzukommen – dzieło propagandowe w sporze Hohenzollern-Habsburg (1756).
- Mémoire raisonné sur la conduite des tours de Vienne et de Saxe (oparte na zdobytych archiwach Drezna – 1757).